# Deutsche Cadre-71/2-Meisterschaft 1973/74

Veranstaltungsort: Essen

Die Deutsche Cadre-71/2-Meisterschaft 1973/74 ist eine Billard-Turnierserie und fand vom 4. bis zum 6. Januar 1974 in Essen zum 26. Mal statt.

## Geschichte
Mit einer überragenden Leistung gewann der Bochumer Klaus Hose seinen ersten deutschen Meistertitel im Cadre 71/2. Er verbesserte dabei den deutschen Rekord in Generaldurchschnitt (GD) auf 42,71. Eine absolute Weltklasseleistung. Außerdem egalisierte er den Rekord im besten Einzeldurchschnitt (BED) von 100,00. Hose konnte erst bei diesem Turnier starten, weil die Anzahl der Spieler auf zehn erhöht wurde. Titelverteidiger Dieter Müller, der Zweiter wurde, erkannte die extrem starke Leistung Hoses nach Turnierende ausdrücklich an. Auch wieder in sehr guter Form präsentierte sich Günter Siebert, der nur gegen Hose und Müller verlor.
Leider waren die Informationen vom Turnier in der deutschen Billard-Zeitung nur sehr lückenhaft.

## Modus
Erst wurde in zwei Gruppen im Round-Robin-Modus gespielt. Danach K.-o.-System bis zur Entscheidung. Alle Matches bis 300 Punkte.
Die Endplatzierung ergab sich aus folgenden Kriterien:
1. Matchpunkte
2. Generaldurchschnitt (GD)
3. Bester Einzeldurchschnitt (BED)
4. Höchstserie (HS)

## Teilnehmer (alphabetisch)
1. Dieter Müller (Billardakademie Berlin) (Titelverteidiger)
2. Klaus Hose (BC Unter Uns Dahlhausen)
3. Ewald Kajan (Bfr. Sterkrade-Heide)
4. Wolfgang Matz (Düsseldorfer Billardfreunde 54)
5. Matthias Metzemacher (Kölner BC 1908)
6. Helmut Reinowski (Billardfreunde Altenessen)
7. Günter Siebert (Billardfreunde Altenessen)
8. Peter Sporer (BSV München)
9. Dieter Wirtz (Düsseldorfer Billardfreunde 54)
10. Franz Wolf (Kölner BC 1908)

## Gruppenphase
| MP    | Match Points (Sieger = 2; Unentschieden = 1; Verlierer = 0) |
| Pkte. | Erzielte Karambolagen                                       |
| Aufn. | Benötigte Versuche                                          |
| GD    | Generaldurchschnitt                                         |
| BED   | Bester Einzeldurchschnitt eines Spielers                    |
| HS    | Höchstserie                                                 |
|       | Bester GD des Turniers                                      |
|       | Bester ED des Turniers                                      |
|       | Beste HS des Turniers                                       |
|       | 1. Platz (Gold)                                             |
|       | 2. Platz (Silber)                                           |
|       | 3. Platz (Bronze)                                           |

| Platz | Name                 | MP  | GD    | BED   | HS  |
| ----- | -------------------- | --- | ----- | ----- | --- |
| 1     | Dieter Müller        | 8:0 | 24,48 | 37,50 | 140 |
| 2     | Dieter Wirtz         | 4:4 | 20,47 | 23,07 | 112 |
| 3     | Peter Sporer         | 4:4 | 19,41 | 42,85 | 115 |
| 4     | Matthias Metzemacher | 4:4 | 12,35 | 15,78 | 64  |
| 5     | Helmut Reinowski     | 0:6 | 8,16  | –     | 60  |

| Platz | Name           | MP  | GD    | BED   | HS  |
| ----- | -------------- | --- | ----- | ----- | --- |
| 1     | Klaus Hose     | 6:2 | 35,53 | 60,00 | 229 |
| 2     | Günter Siebert | 6:2 | 27,27 | 30,00 | 101 |
| 3     | Ewald Kajan    | 4:4 | 19,85 | 37,50 | 116 |
| 4     | Wolfgang Matz  | 2:4 | 16,55 | 20,00 | 91  |
| 5     | Franz Wolf     | 0:8 | 10,00 | –     | 75  |

| Spiel 1        |     |     |    |        |        |
| Klaus Hose     | 2:0 | 300 | 3  | 100,00 | 100,00 |
| Dieter Wirtz   | 0:2 | 76  | 3  | 25,33  | –      |
| Spiel 2        |     |     |    |        |        |
| Dieter Müller  | 2:0 | 300 | 10 | 30,00  | 30,00  |
| Günter Siebert | 0:2 | 237 | 10 | 23,70  | –      |

| Platz            | Name           | MP  | Pkte | Aufn. | GD    | BED   |
| ---------------- | -------------- | --- | ---- | ----- | ----- | ----- |
| Spiel um Platz 3 |                |     |      |       |       |       |
| 4                | Dieter Wirtz   | 0:2 | 92   | 7     | 13,14 | –     |
| 3                | Günter Siebert | 2:0 | 300  | 7     | 42,85 | 42,85 |
| Finale           |                |     |      |       |       |       |
| 1                | Klaus Hose     | 2:0 | 300  | 6     | 50,00 | 50,00 |
| 2                | Dieter Müller  | 0:2 | 167  | 6     | 27,83 | –     |

### Abschlusstabelle
| Klassement                 | Klassement           | Klassement | Klassement | Klassement | Klassement | Klassement | Klassement | Klassement |
| Platz                      | Name                 | MP         | Pkte.      | Aufn.      | GD         | BED        | HS         |            |
| -------------------------- | -------------------- | ---------- | ---------- | ---------- | ---------- | ---------- | ---------- | ---------- |
| 1                          | Klaus Hose           | 10:2       | 1666       | 39         | 42,71      | 100,00     | 229        |            |
| 2                          | Dieter Müller        | 10:2       | 1667       | 65         | 25,64      | 37,50      | 140        |            |
| 3                          | Günter Siebert       | 8:4        |            |            | 26,37      | 42,85      | 128        |            |
| 4                          | Dieter Wirtz         | 4:8        |            |            | 19,78      | 23,07      | 112        |            |
| 5                          | Ewald Kajan          | 4:4        |            |            | 19,85      | 37,50      | 116        |            |
| 6                          | Peter Sporer         | 4:4        |            |            | 19,41      | 42,85      | 115        |            |
| 7                          | Wolfgang Matz        | 4:4        |            |            | 16,55      | 20,00      | 91         |            |
| 8                          | Matthias Metzemacher | 4:4        |            |            | 12,35      | 15,78      | 64         |            |
| 9                          | Franz Wolf           | 0:8        |            |            | 10,00      | –          | 75         |            |
| 10                         | Helmut Reinowski     | 0:8        |            |            | 8,16       | –          | 60         |            |
| Turnierdurchschnitt: 19,09 |                      |            |            |            |            |            |            |            |